# 認知心理検察官の捜査ファイル 検事執務室には嘘発見器が住んでいる
『認知心理検察官の捜査ファイル 検事執務室には嘘発見器が住んでいる』（にんちしんりけんさつかんのそうさファイル しつむしつにはうそはっけんきがすんでいる）は、貴戸湊太の小説。

## あらすじ
認知心理学を駆使して嘘を見破る能力を持つ検事と新人の検察事務官のバディが様々な事件に挑むミステリー。

## 登場人物
大神祐介（おおがみ ゆうすけ）
千葉地検刑事部検事。家具や寝具を職場に持ち込み住み着いている。認知心理学を駆使して嘘を見破る能力を持っている
朝比奈こころ（あさひな こころ）
新人の検察事務官。